# Olimpia (Schiff)
Die Olimpia war ein Passagierschiff der „Weißen Flotte“ Polens, das 1938 als Minen- und Torpedotransporter ORP Miner auf Kiel gelegt, aber – auch als deutsche Beute Rahmel – nicht fertig gestellt wurde. Zum Ausflugsschiff umgebaut, war sie von 1949 bis 1970 in Dienst.

## Planungen und technische Daten
Für den im Februar 1938 in Dienst gestellten Minenleger Gryf wie auch für weitere als Minenleger vorgesehenen Schiffe bzw. torpedotragenden Einheiten benötigte die polnische Marine ein zusätzliches Hilfsschiff, das Seeminen und Torpedos aufnehmen und transportieren konnte. Die Planungen dazu begannen im Frühjahr 1938, und je nach Version sollte es Minen oder Torpedos transportieren. Nach mehrfachen Überplanungen, die schließlich eine Anordnung des Deckshauses am Heck vorsahen und dadurch einen zweiten Frachtraum ermöglichten, konnten Torpedo- und Minentransport kombiniert werden. Zusätzlich sollte das Schiff als Netzleger eingesetzt werden können.
Nach Fertigstellung sollte das Schiff 33,90 Meter lang sowie 5,70 Meter breit werden und einen Tiefgang von 1,70 Meter aufweisen. Als Konstruktionsverdrängung waren ca. 200 Tonnen bei 155 BRT bzw. 80 NRT vorgesehen. Für den Antrieb war ein Nohab-Dieselmotor mit 270 PS geplant. Dieser wirkte auf einen Propeller, der Transporter sollte eine Geschwindigkeit von 11,0 Knoten erreichen. Als Besatzung waren neun Personen vorgesehen. Das Schiff sollte 52 Minen oder 10 Torpedos und 10 Minen aufnehmen können; eine weitere Bewaffnung war nicht angedacht.

## Geschichte

### Baubeginn für die polnische Marine
Für die Marinewerft Stocznia Marynarki Wojennej in Gdynia war der Auftrag nach mehreren Minensuchbooten der Jaskółka-Klasse und dem Taucherschiff ORP Nurek einer der wenigen Neubauten vor dem Zweiten Weltkrieg. Bereits 1938 stand der spätere Name des Schiffes fest: Am 19. Dezember 1938 hatte das Kriegsministerium den Namen „Miner“ verfügt; eine offizielle Taufe fand jedoch nicht statt. Die Kiellegung erfolgte wahrscheinlich noch 1938, einige Angaben sprechen von 1939. Der Vertrag zwischen Ministerium und Werft sah die Ablieferung an die Marine zum 1. April 1940 vor. Bei Kriegsbeginn am 1. September 1939 lag das Schiff unvollendet auf der Helling.

### Weiterbau für die Kriegsmarine
Nach dem deutschen Überfall auf Polen übernahm die Kriegsmarine das in der Werft liegende Schiff am 14. September 1939. Sie beabsichtigte, es als Minen- und Torpedotransporter für die Marineausrüstungsstelle (MARS) in Gotenhafen – so wurde Gdynia von den Deutschen genannt – fertigzustellen. Der Transporter sollte den Namen Rahmel nach der gleichnamigen Stadt Rahmel erhalten, die bis 1920 zur Provinz Westpreußen gehört hatte. Es wäre das erste Schiff der Marine mit diesem Namen gewesen. Der bereits eingebaute Nohab-Motor wurde gegen einen Deutz Vierzylinder-Viertakt-Dieselmotor ausgetauscht, der ebenfalls über eine Leistung von 270 PS verfügte. Nachdem der Rumpf vom Stapel gelaufen war, wurden die Ausrüstungsarbeiten gestoppt. In diesem Zustand lag das Schiff bis 1945 am Werftkai.

### Passagierschiff in der Weißen Flotte Polens
Nach dem Krieg wurde beschlossen, das Schiff als Fähr- und Ausflugsschiff zu vollenden. Der unfertige Bau wurde von der Marinewerft zur Werft Stocznia Gdynia gebracht und bis 1949 fertig gestellt. Wie mehrere der Ausflugsschiffe der frühen Nachkriegszeit wurde sie als Kriegsschiffumbau auch als „Krieger“ bezeichnet und konnte nun 200 Passagiere befördern. Das Schiff erhielt den Namen Olimpia und nahm seinen Dienst am 1. Mai 1949 bei den Vorläufern der 1957 zur Żegluga Gdańska zusammengefassten Reederei auf. Über 20 Jahre führte die Olimpia Ausflugsfahrten in der Danziger Bucht und den küstennahen Gewässern durch. Inwieweit sie als Fährschiff feste Routen zwischen dem Festland und der Halbinsel Hela bediente und/oder ausschließlich für Ausflugsfahrten genutzt wurde, bleibt zu klären. 1970 wurde das Schiff ausgemustert und anschließend in Elbląg abgewrackt.